# فولتا كاتالونيا 1998
فولتا كاتالونيا 1998 (بالإسبانية: Volta a Cataluña 1998)‏ هو سباق دراجات هوائية، وهو الموسم رقم 78 من السباق، وأقيم خلال الفترة 18 يونيو 1998، وحتى 25 يونيو 1998، وامتدّ لمسافة 1225.8 كيلومتر، وهو أحد سباقات Hors catégorie ‏.
فاز فيه بالمركز الأول  Hernán Buenahora ‏، وبالمركز الثاني  جورج توتشنيج، وبالمركز الثالث  فرناندو إسكارتن.

## الفائزون
| الترتيب | الفائز            |
| ------- | ----------------- |
| الفائز  | Hernán Buenahora ‏ |
| الثاني  | جورج توتشنيج      |
| الثالث  | فرناندو إسكارتن   |